# Liste der denkmalgeschützten Objekte in Kottingbrunn
Die Liste der denkmalgeschützten Objekte in Kottingbrunn enthält die 10 denkmalgeschützten, unbeweglichen Objekte der Gemeinde Kottingbrunn im niederösterreichischen Bezirk Baden.

## Denkmäler
| Foto |                 | Denkmal                                                                            | Standort                                             | Beschreibung | Metadaten |
| ---- | --------------- | ---------------------------------------------------------------------------------- | ---------------------------------------------------- | --- | --- |
| ja   | Datei hochladen | Schutzmantelkapelle HERIS-ID: 66633 Objekt-ID: 79539                               | Friedhofsplatz 1 Standort KG: Kottingbrunn           | 1710 wurde an der Straße nach Leobersdorf die Schutzmantelkapelle errichtet. Bauherr war Graf Karl Josef von Lamberg und Sprinzenstein. Der Name der Kapelle rührt vom Altarbild her, das die Mutter Gottes zeigt, unter deren weitem Mantel die gräfliche Familie Schutz sucht. Die Schutzmantelkapelle wurde 1997 renoviert und am 30. April 1997 neu eingeweiht. | BDA-Hist.: Q38113925 Status: § 2a Stand der BDA-Liste: 2025-06-30 Name: Schutzmantelkapelle GstNr.: 468/16 |
| ja   | Datei hochladen | Figurenbildstock hl. Florian HERIS-ID: 66639 Objekt-ID: 79545                      | Kirchenplatz Standort KG: Kottingbrunn               | Der Bildstock des hl. Florian steht rechts neben der Pestsäule. | BDA-Hist.: Q38113937 Status: § 2a Stand der BDA-Liste: 2025-06-30 Name: Figurenbildstock hl. Florian GstNr.: 1289/1 |
| ja   | Datei hochladen | Figurenbildstock hl. Johannes Nepomuk HERIS-ID: 66640 Objekt-ID: 79546             | Kirchenplatz Standort KG: Kottingbrunn               | Der Bildstock des hl. Johannes Nepomuk steht links neben der Pestsäule. | BDA-Hist.: Q38113947 Status: § 2a Stand der BDA-Liste: 2025-06-30 Name: Figurenbildstock hl. Johannes Nepomuk GstNr.: 1289/1 |
| ja   | Datei hochladen | Pestsäule HERIS-ID: 66646 Objekt-ID: 79554                                         | Kirchenplatz Standort KG: Kottingbrunn               | Die schlanke geschuppte Säule auf dem Kirchenplatz wurde im Jahr 1716 gestiftet. An ihrer Spitze befindet sich eine Dreifaltigkeitsgruppe. | BDA-Hist.: Q38113980 Status: § 2a Stand der BDA-Liste: 2025-06-30 Name: Pestsäule GstNr.: 1289/1 |
| ja   | Datei hochladen | Pfarrhof HERIS-ID: 34255 Objekt-ID: 32305                                          | bei Kardinal-König-Platz 1 Standort KG: Kottingbrunn | Der villenartige zweigeschoßige Bau wurde 1906 in Formen des späten Historismus erbaut. | BDA-Hist.: Q37956977 Status: § 2a Stand der BDA-Liste: 2025-06-30 Name: Pfarrhof GstNr.: 12/1 |
| ja   | Datei hochladen | Anlage Schloss Kottingbrunn HERIS-ID: 113233 Objekt-ID: 131510                     | Schloß 1 u. a. Standort KG: Kottingbrunn             | Das von breiten Wassergräben umgebene Schloss im Südosten des Ortes ist eine geschlossene Vierflügelanlage. Schon Anfang des 13. Jahrhunderts stand an dieser Stelle eine spätromanische Wasserburg. Nach vielen Besitzerwechseln seit dem 18. Jahrhundert war der Bauzustand beeinträchtigt. 1992 wurde es von der Gemeinde gekauft und renoviert; heute beherbergt es unter anderem das Gemeindeamt. Die Außenfassaden mit Türmen sind vor allem von den Umbauten des 17. Jahrhunderts geprägt; etliche Details des spätgotischen Ausbaus wurden wieder freigelegt. Die ursprünglich mittelalterliche Kapelle im Südwesttrakt wurde im 17. Jahrhundert umgebaut und neu ausgestattet. Der Wirtschaftshof ist vom Schloss durch den Wassergraben getrennt und über eine Brücke sowie durch einen Glockenturm von 1693 bis 1695 erreichbar. Die zweigeschoßigen Wirtschaftsgebäude mit hakenförmigem Grundriss wurden vor 1672 erbaut und Ende des 17. Jahrhunderts umgestaltet. Anmerkung: Die beiden bis 2018 getrennt geschützten Teilobjekte Wasserschloss Kottingbrunn (ID: 32306) und Wirtschaftshofanlage (ID: 101950) wurden 2019 zu einem Objekt zusammengefasst. | BDA-Hist.: Q37956993 Status: Bescheid Stand der BDA-Liste: 2025-06-30 Name: Anlage Schloss Kottingbrunn GstNr.: 2/1, .3/1, 2/4, .3/6, 2/3 Schloss Kottingbrunn |
| ja   | Datei hochladen | Ugarte-Kreuz HERIS-ID: 34257 Objekt-ID: 32307                                      | bei Schulgasse 19 Standort KG: Kottingbrunn          | Das frühhistoristische Steinkreuz wurde 1862 zum Gedenken an Joseph Graf Ugarte aufgestellt. | BDA-Hist.: Q37957007 Status: Bescheid Stand der BDA-Liste: 2025-06-30 Name: Ugarte-Kreuz GstNr.: .216 |
| ja   | Datei hochladen | Kath. Pfarrkirche hl. Achatius und ehem. Friedhof HERIS-ID: 50073 Objekt-ID: 54587 | Kardinal-König-Platz 1 Standort KG: Kottingbrunn     | Die Pfarrkirche steht außerhalb des Ortes und war einst vom Friedhof umgeben. In der Zeit von 1669 bis 1693 erfolgte ein Umbau bzw. Wiederaufbau des abgebrannten Vorgängerbaus. Das dreijochige Langhaus bekam 1965/66 zu beiden Seiten Anbauten mit tiefgezogenen Pultdächern. Der Turm ist im Nordwesten an den Chor gestellt. Der Hochaltar und der größte Teil der Inneneinrichtung stammen aus dem 18. Jahrhundert. | BDA-Hist.: Q38037820 Status: § 2a Stand der BDA-Liste: 2025-06-30 Name: Kath. Pfarrkirche hl. Achatius und ehem. Friedhof GstNr.: .10 Pfarrkirche Kottingbrunn |
| ja   | Datei hochladen | Wiener Neustädter Kanal HERIS-ID: 66647 Objekt-ID: 79555                           | Standort KG: Kottingbrunn                            | Der Wiener Neustädter Kanal wurde 1803 in Betrieb genommen und bis auf 63 km erweitert. Ursprünglich war er bis Triest geplant. Teile der Trasse wurden später zu Bahnstrecken umgewandelt, so dass der Warenverkehr ab 1879 stark zurückging. | BDA-Hist.: Q64485488 Status: Bescheid Stand der BDA-Liste: 2025-06-30 Name: Wiener Neustädter Kanal GstNr.: 1326/1, 1326/2, 1326/9, 1326/11, 1326/10, 765, 766, 769, 771, 1061/1, 1061/2, 1173/1, 1173/2, 1326/15, 1326/16, 1326/51, 1326/52, 1422, 1423, 1424/1, 1424/2, 1326/3, 1326/14, 1326/18, 1326/34, 1326/35, 1326/48, 1326/50 Wiener Neustädter Kanal |
| ja   | Datei hochladen | Teil der 1. Wiener Hochquellenleitung HERIS-ID: 111373 Objekt-ID: 129205           | Standort KG: Kottingbrunn                            | Die I. Wiener Hochquellenwasserleitung ist ein Teil der Wiener Wasserversorgung und war die erste Versorgung von Wien mit einwandfreiem Trinkwasser. Nach vierjähriger Bauzeit wurde die 95 Kilometer lange Leitung am 24. Oktober 1873 eröffnet. Im Gemeindegebiet befindet sich der Einsteigturm 32. | BDA-Hist.: Q64765580 Status: Bescheid Stand der BDA-Liste: 2025-06-30 Name: Teil der 1. Wiener Hochquellenleitung GstNr.: 204/3 I. Wiener Hochquellenwasserleitung |